# Voleibol de 9
Voleibol de 9 ou ainda Voleibol de 9 jogadores é uma variante do voleibol indoor tradicional onde cada equipe é formada por 9 jogadores em quadra, que possui dimensão um pouco maior (10 por 20 metros). Historicamente, o esporte foi praticado por imigrantes chineses nos EUA, que vieram predominantemente da cidade de Toisan (Taishan), na província de Guangdong, na China. No final da década de 1930, o esporte foi usado como um meio de conectar socialmente os trabalhadores em Chinatowns nos Estados Unidos. Equipes de Boston e Providence, RI realizaram o primeiro torneio organizado de nove jogadores em 1938, que mais tarde se espalhou por Chinatowns em outras grandes cidades dos EUA e do Canadá. A versão norte-americana do Voleibol de 9 continua a crescer hoje com um torneio rotativo popular chamado NACIVT.
A modalidade na versão masculina fez parte dos Jogos Asiáticos de 1958, e nas versões masculina e feminina nos Jogos Asiáticos de 1962, sempre com o Japão sagrando-se campeão.

## Documentário
O Voleibol de 9 foi tema de um documentário premiado chamado 9-Man: A Streetball Battle in the Heart of Chinatown que foi concluído em 2014 e teve sua estreia mundial no IFFBoston no dia 27 de abril de 2014. O filme foi transmitido na série "America ReFramed" da "PBS World Channel" em 5 de maio de 2015.

## Regras
- Rotação: Os jogadores de 9 jogadores não giram como no voleibol tradicional. Como tal, os jogadores tendem a especializar-se em duas ou três posições.
- Saque: Apenas 3 jogadores podem sacar por equipe, podendo ser 3 jogadores quaisquer. As equipes devem alternar os sacadores. Os jogadores podem sacar de qualquer posição atrás da linha. Os saques com salto não são permitidos, pois um pé deve permanecer no chão durante o saque.
- Pontuação: 9-man implementa um sistema de pontuação de rally. As equipes não precisam estar sacando para ganhar um ponto. A primeira equipe a marcar 21 pontos e manter uma vantagem de pelo menos dois pontos é a vencedora. Se não houver vantagem de dois pontos, a primeira equipe com 25 pontos vence.
- Limite de toque: Cada equipe tem direito a três toques antes que a bola seja enviada por cima da rede para a equipe adversária. Um bloqueio conta como um toque. Uma equipe recebe um toque adicional se a bola entrar em contato com a rede durante um voleio. A outra equipe ganha um ponto se a bola entrar em contato com qualquer parte do corpo além dos braços e mãos.
- Bloqueio: Você não pode penetrar no plano da rede (chamado "piking"). Os blocos devem estar retos. Se a bola entrar em contato com sua cabeça, a jogada vai para o outro time.